# Stefan (Szokow)
Stefan, imię świeckie Stojan Popgeorgijew Szokow (ur. 7 września 1878 w Szirokiej Łyce, zm. 14 maja 1957 w Płowdiwie) – bułgarski biskup prawosławny, egzarcha Bułgarii od 1945 do 1948, Sprawiedliwy wśród Narodów Świata.

## Życiorys
Ukończył szkołę podstawową w rodzinnej wsi, a następnie szkołę przedgimnazjalną we wsi Oriachowo. Przed 1893 został przyjęty do szkoły duchownej w Samokowie, którą ukończył po trzech latach. Następnie podjął pracę jako nauczyciel. Dzięki rekomendacji biskupa bregalnickiego Antyma mógł podjąć dalsze studia w Kijowskiej Akademii Duchownej (1900–1904). Po uzyskaniu końcowego dyplomu wrócił do Bułgarii i został wykładowcą historii Bułgarii, religii oraz filozofii w gimnazjum męskim w Płowdiwie. Ukończył również szkołę oficerów rezerwy, uzyskując w 1906 stopień podporucznika.
Na zaproszenie egzarchy Bułgarii Józefa udał się w 1907 do Stambułu, gdzie trzy lata pracował w bułgarskim seminarium duchownym. W październiku 1910 w prowadzonej przez Bułgarów cerkwi św. Stefana w tymże mieście złożył przed egzarchą Józefem wieczyste śluby mnisze, przyjmując imię Stefan. W tym samym miesiącu przyjął święcenia na hierodiakona, zaś 19 października 1910 – na hieromnicha. 8 września 1911 egzarcha Józef nadał mu godność archimandryty i wyznaczył go na swojego osobistego sekretarza.
Edukację w zakresie filozofii i teologii kontynuował w Genewie i Fryburgu w latach 1915–1919. Po powrocie do Bułgarii, 20 marca 1921, miała miejsce jego chirotonia biskupia. Ceremonia odbyła się w cerkwi „Sweta Nedela” w Sofii, duchowny otrzymał tytuł biskupa markianopolskiego.
2 kwietnia 1922 biskup Stefan został metropolitą sofijskim. Od 1944 do 1945 był przewodniczącym Świętego Synodu Bułgarskiego Kościoła Prawosławnego.
W czasie II wojny światowej występował jako zdecydowany przeciwnik nazizmu, skutecznie protestował przeciwko antysemityzmowi i deportacji Żydów bułgarskich. Razem z metropolitą płowdiwskim Cyrylem odegrał decydującą rolę w przekonywaniu bułgarskiego cara Borysa III, by nie godził się na wywózki bułgarskich Żydów do obozów zagłady na okupowanych ziemiach polskich. Nakazał również całemu podległemu sobie duchowieństwu, by umożliwiało Żydom ukrywanie się w cerkwiach. 
21 stycznia 1945 został wybrany na pierwszego po trzydziestoletniej przerwie egzarchę Bułgarii (od śmierci Józefa w 1915 Kościół był kolegialnie zarządzany przez Synod). W miesiąc po tym wydarzeniu patriarcha konstantynopolitański Beniamin oficjalnie uznał autokefalię Cerkwi bułgarskiej, przestając traktować ją jako schizmatycką z uwagi na okoliczności powstania Egzarchatu Bułgarskiego.
We wrześniu 1948 Stefan (Szokow) został zmuszony przez władze komunistyczne do odejścia w stan spoczynku. O jego odejściu przesądził sam Synod Cerkwi Bułgarskiej, przede wszystkim metropolita wraczański Paisjusz. Biskupi zazdrościli Stefanowi autorytetu i popularności i sami oskarżyli go o sympatyzowanie z Wielką Brytanią i USA.
Usunięty z urzędu, zamieszkał we wsi Bania. Przebywał tam do swojej śmierci w 1957. Został pochowany w monasterze Zaśnięcia Matki Bożej w Baczkowie. Po jego usunięciu z urzędu nie wybrano nowego egzarchy, a zarząd Kościoła ponownie objął kolegialnie Święty Synod z metropolitą dorostolsko-czerweńskim Michałem jako przewodniczącym.
Pośmiertnie, w 2002, otrzymał tytuł Sprawiedliwego wśród Narodów Świata za swoją rolę w ocaleniu 50 tys. bułgarskich Żydów.